# Ruský zákon proti LGBT propagandě

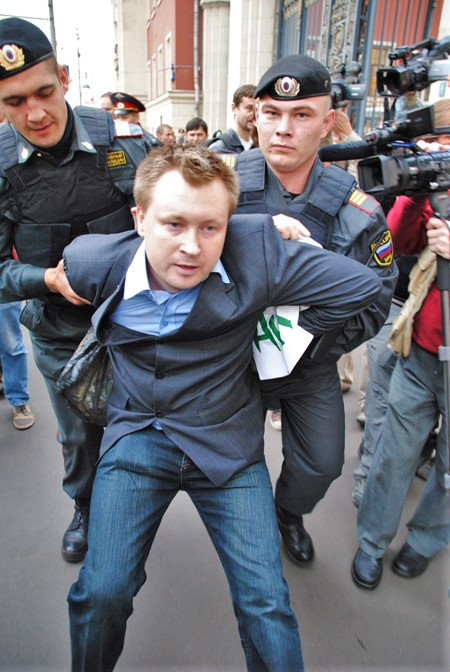
Ruská policie zatýká ruského LGBT aktivistu, místního organizátora 'Gay Pride', právníka Nikolaje Alexandroviče Alexejeva

Ruský zákon proti LGBT propagandě (také známý jako zákon proti gay propagandě nebo dle západních médií zjednodušeně antigay zákon) je novela ruského federálního zákona na ochranu dětí a mládeže před sociálně patologickými jevy, neboli „za účelem ochrany dětí a mládeže před informacemi potírajícími tradiční rodinné hodnoty“. Novela byla téměř jednomyslně schválena Státní dumou dne 15. června 2013. Ze 436 přítomných poslanců nebyl nikdo proti, pouze Ilja Ponomarjov se zdržel hlasování. a 30. června 2013 byla předložena k podpisu prezidentu Vladimiru Putinovi.
Nový zákon se stal nástupcem podobných zákonných opatření přijatých dříve na úrovni některých ruských regionů. V novelizovaném zákoně na ochranu dětí mládeže však chybí přesná definice toho, co znamená slovo „propaganda“ a „netradiční sexuální vztahy“. Zákon byl podle jeho tvůrců primárně určen k tomu, aby děti a mládež nebyly ovlivňovány jakoukoliv ideologií či kulturou podporující homosexualitu, údajně v zájmu ochrany tradiční rodiny.
Přijetí zákona za velké podpory konzervativního ruského národa se setkalo s širokou mezinárodní kritikou, jak ze strany aktivistů, tak i médií. Označovali jej za homofobní v důsledku ustanovení zakazujících podporu homosexuálů a kultury leseb, gayů, bisexuálů a transgenderů (LGBT). V souvislosti s novou právní úpravou došlo jak k nárůstu násilí vůči homosexuálům, tak i k obavám v souvislosti s konáním Zimních olympijských her 2014 v Soči kvůli možné diskriminaci a útokům na LGBT sportovce i návštěvníky.
V prosinci 2022 byla působnost zákona rozšířena bez jakéhokoliv věkového omezení, což de facto uzákonilo úplnou cenzuru LGBT témat v Rusku.

## Vznik zákona

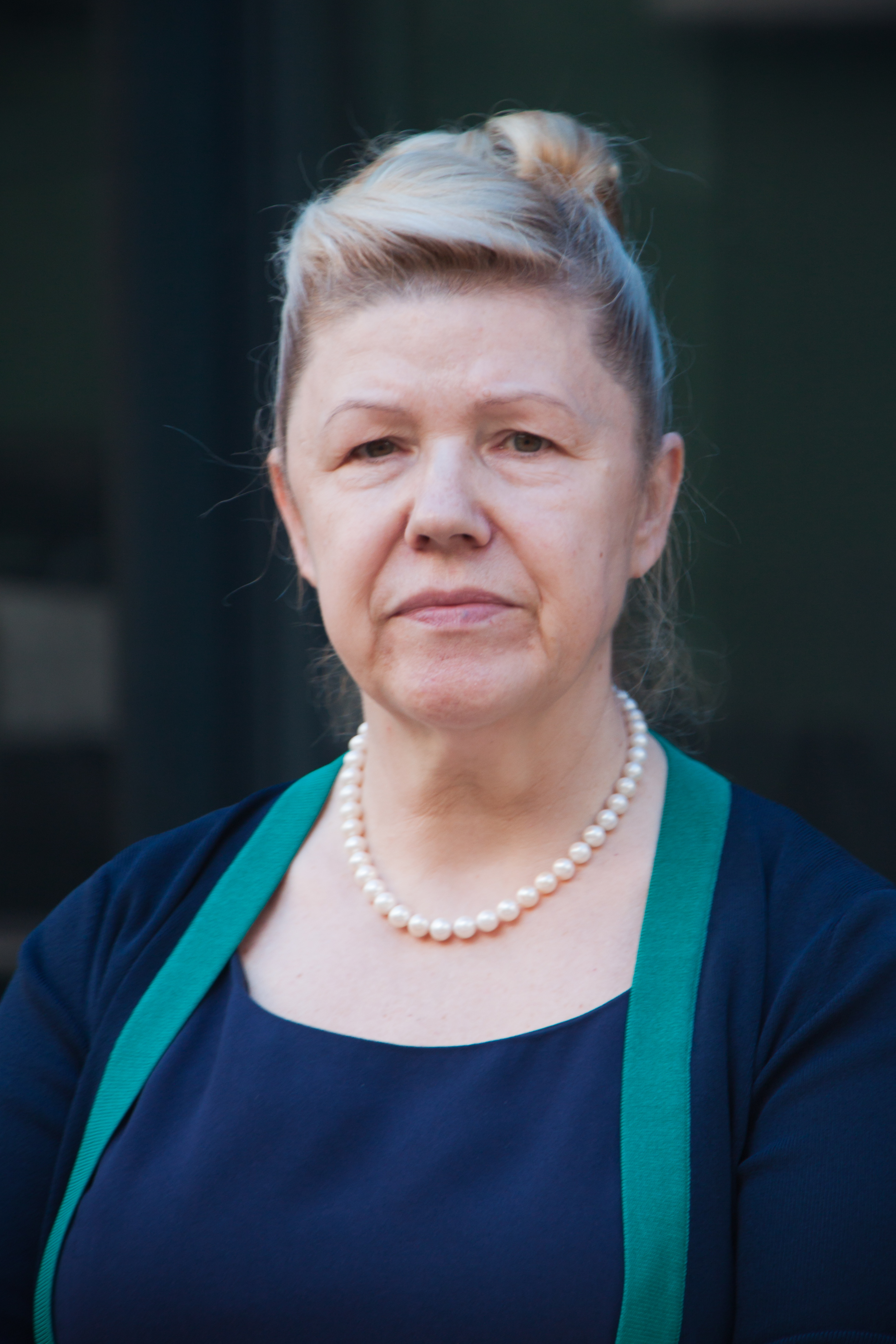
Jelena Borisovna Mizulinová, autorka zákona

Ačkoli větší města, jako je Moskva a Petrohrad, jsou považovány v oblasti života homosexuálů za prosperující, došlo od roku 2006 k nárůstu antigay nálad na politické scéně. Ruská metropole Moskva začala aktivně odmítat konání festivalu gay pride za podpory primátora Jurije Lužkova, který svůj nesouhlas ke konání prvních dvou festivalů Moscow Pride odůvodnil tím, že jsou satanské a obvinil západní společnost ze šíření „této ideologie“ v zemi. Politická strana Spravedlivé Rusko se zástupcem v parlamentu Alexandrem Čujevem byla vždycky proti podpoře práv homosexuálů a vytvořila první podobnou verzi antigay zákona v roce 2007. V reakci na veřejné vystoupení LGBT aktivisty Nikolaje Alexejeva tvrdícího, že Čujev v rámci své kampaně uzákonění stejnopohlavních manželství.  Roku 2010 Rusko obvinil Evropský soud pro lidská práva kvůli obžalobě Alexejeva na diskriminaci proti homosexuálům v souvislosti s nekonáním festivalu gay pride. Přes obhajobu, že je tak kvůli prevenci rizika násilí, soud rozhodl, že se jedná o podporu homofobních skupin.  V březnu 2012 ruský soudce odmítl vydat povolení ke zřízení Pride Housu v Soči u příležitosti konání Zimní olympijských her 2014 s odůvodněním, že by to podkopávalo tradice ruské společnosti a veřejnou morálku v oblasti s vysokou koncentrací rodin s dětmi. V srpnu 2012 Moskva zamítla petici Nikolaje Alexejeva proti 100letému zákazu organizace festivalu Moscow Pride s tvrzením, že tak je kvůli ochraně veřejného pořádku.
Zákon o ochraně dětí a mládeže před sociálně-patologickými vjevy obsahuje předpisy zakazující propagaci „sociálně patologických“ materiálů mezi dětmi a mládeží. Jejich součástí je také pasáž „mohoucí způsobit strach, děs nebo paniku dítěti či mladistvému“ zahrnující pornografii spolu s materiály zobrazujícími násilí, nezákonné aktivity, drogové závislosti nebo sebepoškozování. Novela zákona přijatá roku 2012 zavedla novou zmínku ohledně materiálů převzatých skrz informační a telekomunikační služby (jako je televize či internet) a zřídila černou listinu cenzurovaných webových stránek zobrazujících drogovou závislost, sebevražedné chování nebo dětskou pornografii.
Novela z roku 2013, která zavádí termín „propagace netradičních sexuálních vztahů“ jako zdraví škodlivý faktor, byla podle ruské vlády přijata s úmyslem chránit děti před propagací homosexuality jako sociální normy. Cílem zákona je ochrana tradiční rodiny. Autorka zákona Jelena Mizulinová (členka Výboru na ochranu rodiny, žen a dětí v rámci Státní dumy) argumentujíc, že vztah mezi mužem a ženou je hoden zvláštní ochrany ze strany státu. Novela se rovněž rozšířila na některé zákony přijaté různými ruskými regiony, zahrnující Rjazaň, Archangelsk (který tyto zákony zrušil krátce po přijetí federální verze) a Petrohrad.

## Obsah
Novela Zákona na ochranu dětí před sociálně-patologickými jevy zahrnující zákaz propagace „netradičních sexuálních vztahů“ trestá toho, kdo úmyslně vystavuje děti a mladistvě informacím vyvolávajícím u nich vznik sklonů k netradičním sexuálním vztahům, jejich vyhledávání, nebo před nimi propaguje netradiční sexuální vztahy jako zcela rovnocenné se vztahy tradičními, bude potrestán odnětím svobody, peněžitým trestem, nebo vyhoštěním (u cizinců). Zatímco některé z předcházejících regionálních zákonů užívaly termín „homosexuální propaganda“, federální zákon používá termín „netradiční sexuální vztahy“, které znamená jakékoliv sexuální vztahy, z nichž nemůže být počat nový život, čili jiné než heterosexuální.

## Mezinárodní odezva

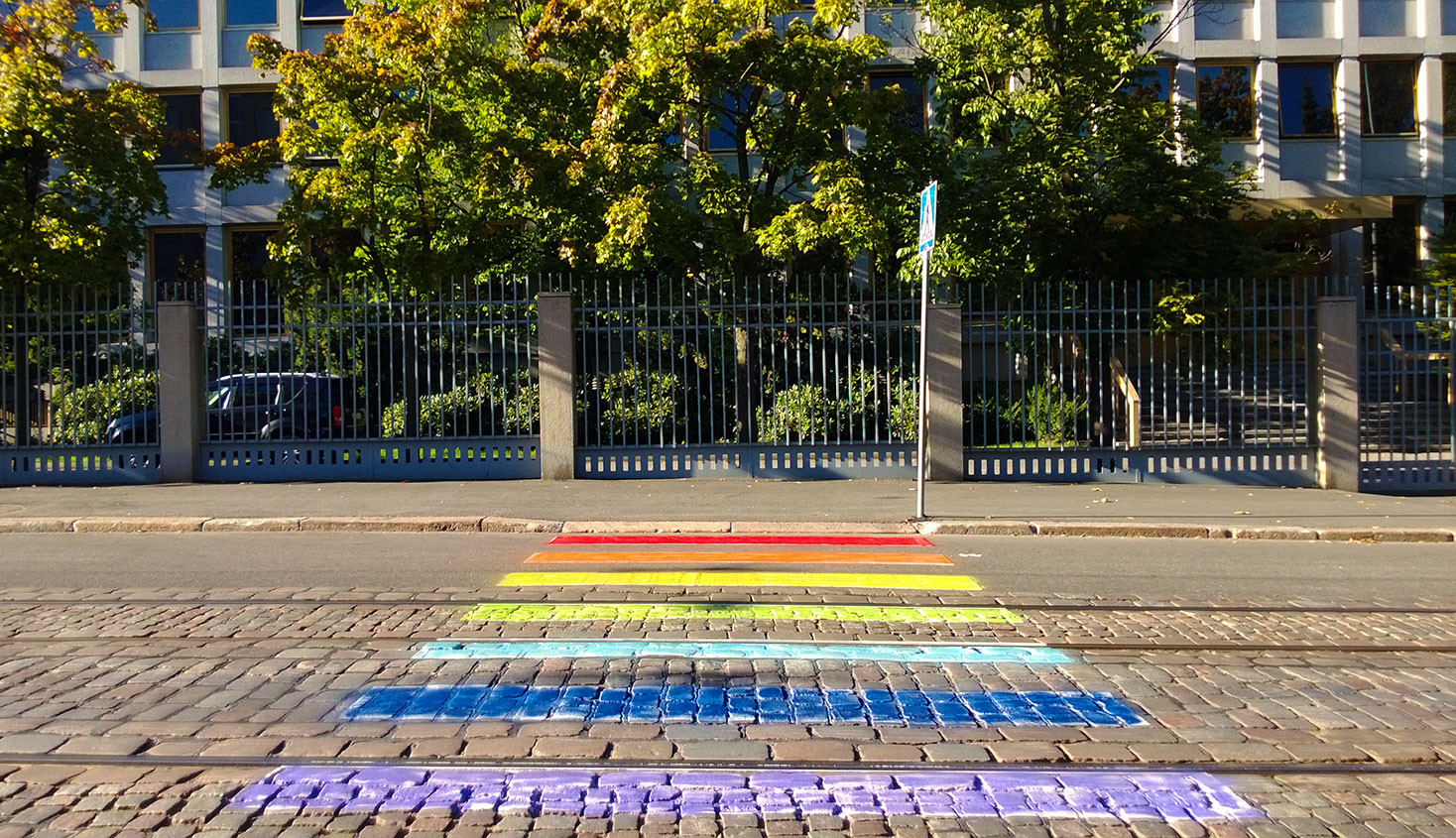
Na protest proti tomuto zákonu přemalovali finští aktivisté přechod pro chodce před ruskou ambasádou v Helsinkách na duhovo.

Zákon se dočkal mezinárodní kritiky ze strany zemí EU a USA. Důvodem kritiky byla zejména politika rovnosti heterosexuality s homosexualitou, v níž se homosexuálům přiznává možnost uzavřít registrované partnerství, v některých zemích dokonce i sňatek se společnou adopcí. V přímém důsledku přijetí zákona mnoho slavných osobností z řad sportovců a politiků, jak LGBT, tak i heterosexuálních, odmítlo účast na Zimních olympijských hrách 2014. Kromě toho byl také natočen dokument Děti 404 o životě mladých homosexuálů v Putinově Rusku a došlo k mnoha protestům jak ze strany cizinců, tak i ruských LGBT aktivistů. Součástí protestů bylo také líbání před ruskou ambasádou v českém hlavním městě Praze, jak mezi heterosexuály, tak i homosexuály. Například krátce po přijetí zákona se před budovou Ruského parlamentu veřejně políbily dvě dívky, na které následně začali kolemjdoucí házet vajíčka.